# Olari Elts
Olari Elts, né le 27 avril 1971 à Tallinn, est un chef d'orchestre estonien.

## Biographie
Il a remporté le second concours international Sibelius des chefs d’orchestre en mai 2000 et le Concours de direction Jorma Panula de 1999 en Finlande. Il est aujourd’hui conseiller artistique de l’Orchestre de Bretagne et premier chef invité du Scottish Chamber Orchestra.
Olari Elts a commencé à étudier la direction de chœurs à l’Académie de Musique d’Estonie avec Kuno Areng et entre 1993 et 2000, a poursuivi ses études de direction d’orchestre à l’Académie de musique de Vienne avec Uros Lajovic et à l’Académie d’Estonie avec Roman Matsov et Eri Klas. Au même moment il prend des cours privés avec Jorma Panula et suit des master classes avec Esa-Pekka Salonen et Neeme Järvi.
Olari Elts a formé son propre ensemble de musique contemporaine en 1993, qui centre son attention sur la musique des XXe et XXIe siècles. Le groupe a donné ses premières représentations au festival international de musique nouvelle en Estonie. L’ensemble est flexible dans sa composition – du soliste à l’orchestre de chambre – et Olari Elts a programmé et joué plusieurs séries de concerts originaux avec eux.
En 1996, Olari Elts a fait ses débuts en tant que chef à l’Opéra national d'Estonie dans Albert Herring de Britten, suivi par Il Trittico de Puccini en 1997. Cette saison il y dirigera des représentations de Don Giovanni.
En septembre 2001 Olari Elts a été nommé chef principal de l’Orchestre symphonique national de Lettonie. En plus de ses apparitions régulières avec cet orchestre, les événements importants de la saison 2000-2001 incluent des concerts avec l’Orchestre symphonique de la radio finlandaise, l’Orchestre symphonique de Dresde et l’Orchestre symphonique de Barcelone.
En 2001–2002, il a fait ses débuts avec l’Orchestre symphonique de Birmingham, l’Orchestre symphonique de la radio suédoise, l’Orchestre symphonique de la radio de Francfort, SWR Stuttgart et l’Orchestre philharmonique des Flandres. Au commencement de la saison 2002–2003, il a fait des débuts couronnés de succès en Australie avec des représentations avec l’Orchestre symphonique d'Adélaïde et a poursuivi la saison par de nouvelles invitations au SWR Stuttgart et à l’Orchestre symphonique de la radio de Francfort.
En mars 2003, il a fait des débuts prometteurs avec l’Orchestre National du Capitole de Toulouse et, au pied levé, a donné plusieurs concerts avec l’Orchestre symphonique allemand de Berlin acclamés par le public. Lors de la saison 2003 -2004, il est apparu avec le philharmonique royal de Liverpool, l’Orchestre de chambre écossais, l’Orchestre symphonique de la BBC écossaise et au Tonkünstler, à Vienne en plus d’autres visites à Adélaïde. En 2006, il donne la création mondiale de La Sindone d'Arvo Pärt lors du Festival de Turin.

## Récompenses et distinctions
- Ordre de l'Étoile blanche d'Estonie de 4e classe : 2001